# Bur Nikalapegaseng
Bur Nikalapegaseng är ett berg i Indonesien.   Det ligger i provinsen Aceh, i den västra delen av landet, 1 600 km nordväst om huvudstaden Jakarta. Toppen på Bur Nikalapegaseng är 1 722 meter över havet, eller 501 meter över den omgivande terrängen. Bredden vid basen är 11,0 km.
Terrängen runt Bur Nikalapegaseng är huvudsakligen kuperad. Runt Bur Nikalapegaseng är det tätbefolkat, med 790 invånare per kvadratkilometer. I omgivningarna runt Bur Nikalapegaseng växer i huvudsak städsegrön lövskog.